# Gai Agripa

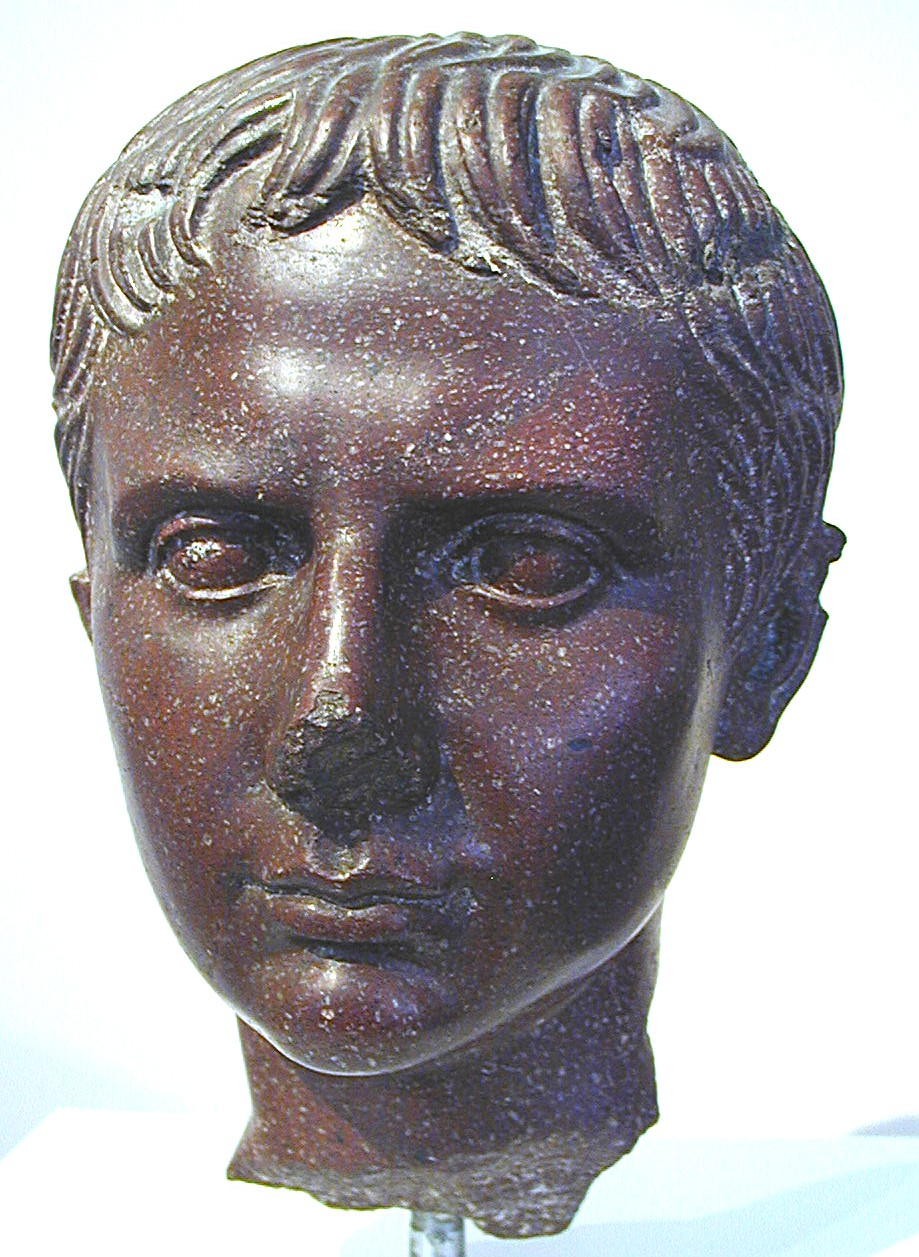
Gai Agripa

Gai Agripa (en llatí Caius Agripa o Caius Caesar) era fill de Marc Vipsani Agripa i de Júlia la filla d'August. Va néixer l'any 20 aC, i el 17 aC va ser adoptat per August com a fill i va prendre el nom de Gai Cèsar pel que és conegut.
L'any 13 aC va participar en els anomenats Jocs Troians i el 8 aC va acompanyar a August en la campanya contra els sigambris.
Aviat va mostrar signes d'arrogància i junt amb el seu germà Luci Cèsar (Luci Agripa) va importunar al seu pare adoptiu i avi amb peticions d'honors. Així va ser nomenat cònsol, designat el 5 aC, però no va entrar en exercici fins cinc anys més tard, i príncep de la joventut, encara molt jove (va rebre la toga viril el mateix any, 5 aC)
L'any 1 aC va ser enviat a Àsia on l'any següent va exercir el consolat (any 1). Com que el rei Fraates IV de Pàrtia va ocupar Armènia, Gai es va preparar per anar a la zona, però els parts van evacuar el regne i van establir la pau en una entrevista amb Gai a una illa de l'Eufrates l'any 2. Tot seguit Gai va prendre possessió d'Armènia però davant de la ciutat d'Artagera va ser traïdorament ferit i ja no es va recuperar; va morir a Limira a Lícia el 21 de febrer de l'any 4.
Es va casar amb Clàudia Livil·la, (que després de quedar vídua es va casar amb Drus el Jove) però no va tenir fills.